# Laguna Seca 2da. Sección
Laguna Seca 2da. Sección är en ort i Mexiko.   Den ligger i kommunen Villa Victoria och delstaten Mexiko, i den sydöstra delen av landet, 90 km väster om huvudstaden Mexico City. Laguna Seca 2da. Sección ligger 2 685 meter över havet och antalet invånare är 346.
Terrängen runt Laguna Seca 2da. Sección är kuperad åt sydväst, men åt nordost är den platt. Terrängen runt Laguna Seca 2da. Sección sluttar norrut. Runt Laguna Seca 2da. Sección är det ganska tätbefolkat, med 166 invånare per kvadratkilometer. Närmaste större samhälle är Barrio de México, 18,5 km sydost om Laguna Seca 2da. Sección. Trakten runt Laguna Seca 2da. Sección består till största delen av jordbruksmark.